# Ехо
Е́хо (грец. Ἠχώ / Echo) — німфа, уособлення відлуння, що його чути в горах та лісах. За одним із переказів, Ехо покохав Пан. Але за те, що вона віддала перевагу Сатирові, Пан намовив пастухів, і вони роздерли німфу. За іншою версією, Ехо закохалася в Наркіса, який був до неї байдужий; від страждань неподіленого кохання вона так висохла, що залишився тільки її голос. Існував також міф про те, як ревнива Гера розшукувала свого зрадливого чоловіка серед німф, а Ехо своїми розмовами відвертала увагу богині; за це Гера позбавила її здатності починати розмову першою. Відтоді Ехо може повторювати лише закінчення почутих слів.
За однією легендою, Ехо була закохана в лісове божество Пана, і у них була спільна дочка — Ямба, на честь якої названо віршований розмір ямб. Згадка Ехо як подруги Пана є в Полієна. За Теокрітом, Ехо — «чадо ефіру і голосу», кохана Пана; або дочка Пана, яка допомогла йому перемогти ворогів. За версією, була закохана в Сатира.
За версією Ехо була німфою, яку прокляла дружина верховного бога грецького пантеону Зевса Гера. Ехо відволікала Геру, коли Зевс зраджував їй з німфами (або це покарання спіткало Ехо за те, що одного разу вона відвернула Зевса своєю розмовою).
З волі Гери, Ехо була позбавлена власного голосу і не могла починати розмову першою. Більш того, вона могла лише повторювати останні слова того, хто заговорив з нею. За легендою, Ехо закохалася в Нарциса, однак, не будучи здатною говорити з ним, померла від нерозділеного кохання, і від неї залишився лише її голос і кістки, що стали камінням . 
У міфі про німфу Ехо відбилися спроби стародавніх пояснити фізичне явище відлуння, що полягає в багаторазовому відбитті звукових хвиль.
Ехо згадана у Піндара як посланниця до Персефони. Див Орфічні гімни XI 9.
У трагедії Евріпіда «Андромеда» з її участю була побудована сцена .